# Руська Воля над Попрадом
Руська Воля над Попрадом (словац. Ruská Voľa nad Popradom) — українське (русинське) село в Словаччині, Старолюбовняському окрузі Пряшівського краю.

## Розташування
Розташоване в північно-східній частині на північно-західних схилах Чергівських гір, недалеко ріки Попрад на кордоні з Польщею.

## Історія
Вперше згадується у 1357 році.
В середині XVIII ст. частина русинського населення переселилась у Воєводину.
В селі є греко-католицька церква св. Михаїла з 1916—1919 рр.

## Населення
| Рік:            | 1994. | 2004.    | 2014.   | 2024.    |
| --------------- | ----- | -------- | ------- | -------- |
| Кількість осіб: | 128   | 108      | 102     | 85       |
| Різниця:        |       | -15,62 % | -5,55 % | -16,66 % |

| Рік:            | 2023. | 2024.   |
| --------------- | ----- | ------- |
| Кількість осіб: | 80    | 85      |
| Різниця:        |       | +6,25 % |

В селі проживає 99 осіб.
Національний склад населення (за даними останнього перепису населення — 2001 року):
- словаки — 67,83 %
- русини — 27,83 %
- українці — 4,35 %

Склад населення за приналежністю до релігії станом на 2001 рік:
- греко-католики — 86,09 %,
- римо-католики — 11,30 %,
- православні — 1,74 %,
- не вважають себе віруючими або не належать до жодної вищезгаданої церкви — 0,87 %.